# 欣蓋提
欣蓋提（阿拉伯語：شنقيط）是一座阿拉伯風格的城鎮（阿拉伯語：قصر）與中世紀貿易中心遺跡，位於茅利塔尼亞北部阿塔爾阿德拉爾高原上。
欣蓋提於13世紀成為跨撒哈拉貿易路線的中心，這個小城市持續吸引了一些遊客欣賞它的雄偉建築、異國風景和古老的圖書館。但城市受到附近沙漠的蠶食，其西部邊界的房屋逐漸被遺棄在黃沙之中。
在舊城區的撒哈拉土著房屋，其建築特色是利用紅色乾燥的岩石和泥磚建成外牆，再以棕櫚樹建成平坦的屋頂結構。許多老房子都具有手工鑿成的門，多是以此地附近現已消失的金合歡為材料製成。大部分的房子擁有庭院，住家沿著通往市中心清真寺的狹窄街道建造，導致交通較為擁擠。
城中著名建築包括：欣蓋提星期五清真寺，一個用乾燥岩石建成的方型叫拜樓，上有5個鴕鳥蛋大小的尖頂裝飾。前法國外籍軍團要塞和一個高大的水塔。欣蓋提舊城區有五座重要的手稿圖書館，收藏有科學著作和中世紀以後的古蘭經文本。
在最近幾年，茅利塔尼亞政府、美國和平隊與許多非政府組織嘗試將城市定位為「喜歡追求冒險者的旅遊中心」，讓他們在附近的沙丘進行滑沙活動、參觀圖書館和欣賞令人屏息的壯闊撒哈拉沙漠。

## 歷史
欣蓋提地區數千年前曾是熱帶疏林草原，鄰近的阿莫哈洞窟中的壁畫繪有人類、長頸鹿、野牛群和一片翠綠的草原，這與現在一望無際的沙漠景致截然不同。
777年，欣蓋提城建立。11世紀，此地成為聖哈亞柏柏人部落聯盟的貿易中心。聯盟最終併入了穆拉比特王朝，此帝國控制了現今的塞內加爾到南部西班牙地區。城市中樸實鮮明的建築，反映了穆拉比特統治時期的建築風格。穆拉比特王朝行昏禮者在各地廣設學校，傳播遜尼派教法學的宗教信念。
經過兩個世紀的沒落，全城在13世紀被重新建立，作為強化跨撒哈拉貿易商隊的中心，連接地中海與撒哈拉以南的非洲地區。雖然原來保護城市的城牆在幾個世紀前消失了，但位於舊城區的許多建築物仍挺立於世上。

## 宗教聖地

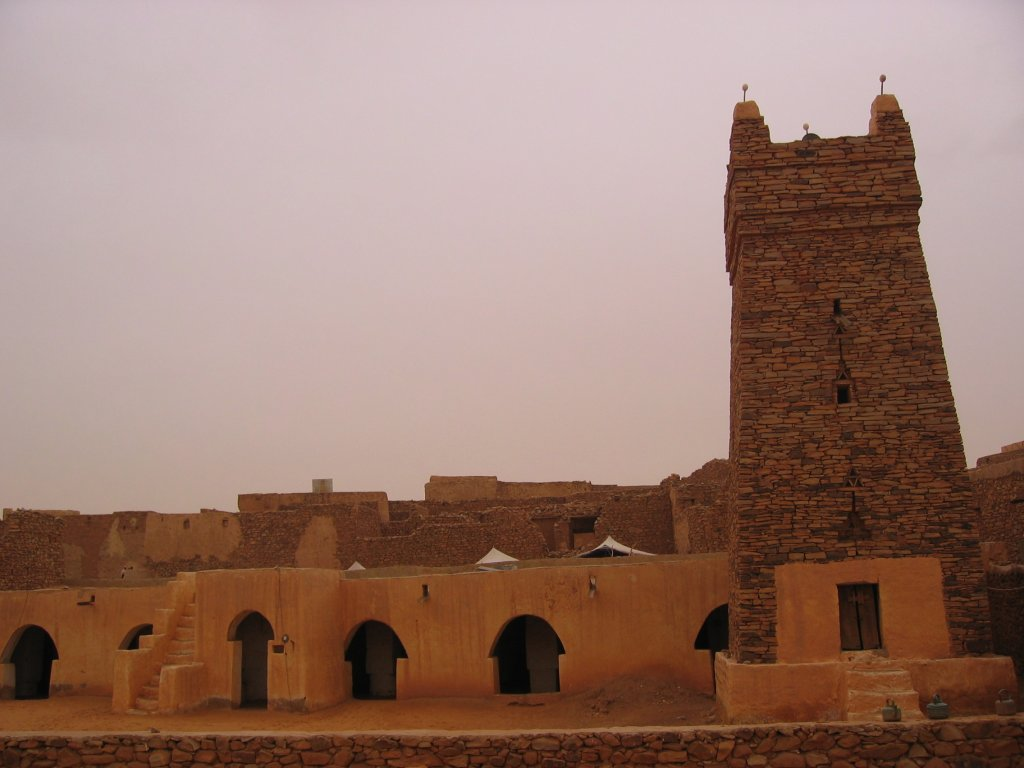
欣蓋提星期五清真寺

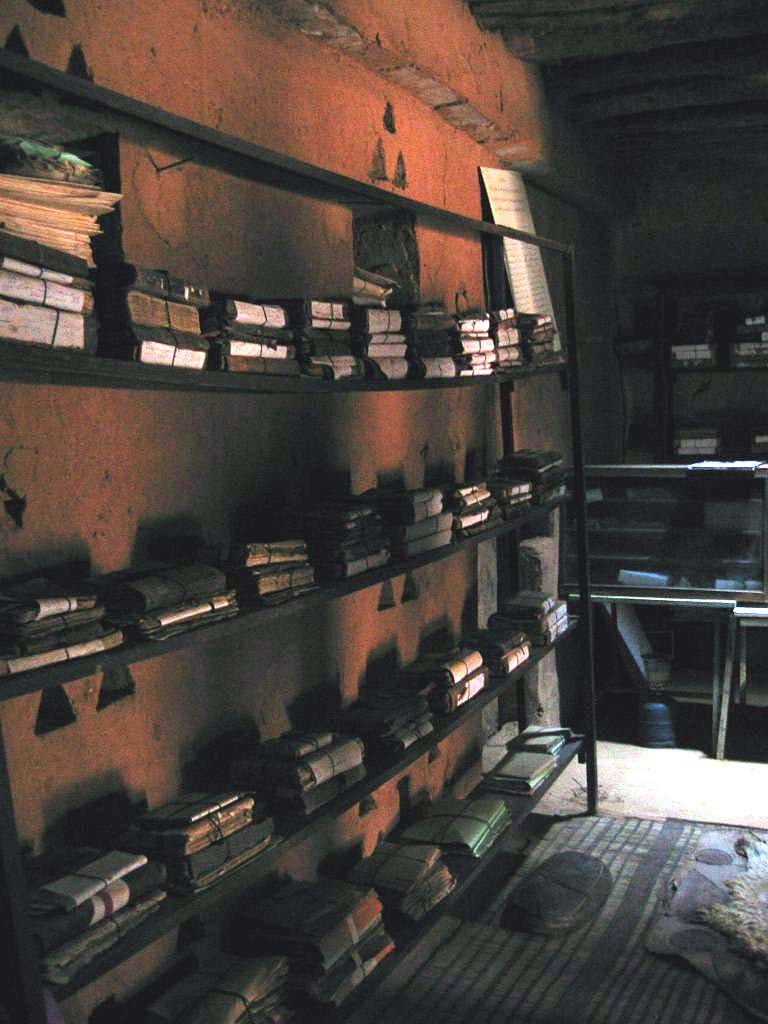
古蘭經手稿圖書館內部

數世紀以來，此地作為行昏禮者伊斯蘭教徒前往麥加朝聖的聚集地。這座城市已漸漸成為無法長途跋涉至遙遠阿拉伯半島朝聖的伊斯蘭教聖地，也是在西部非洲重要的科學與宗教中心。為了強化宗教訓練，欣蓋提城內的學校教授修辭學、法學、天文學、數學與醫學。因而使大茅利塔尼亞在阿拉伯世界中享有「欣蓋提之地」的盛名。欣蓋提在當地常被稱為伊斯蘭七大聖地之一，但未被西非以外的地區認可。即便如此，欣蓋提作為西非最重要的伊斯蘭教與歷史城市的地位是不容忽視的。
儘管城市大部分被拋棄在沙漠之中，其圖書館所保存的中世紀手抄本，使之成為學者論辯伊斯蘭教法思想的聚集地。今日，城中遺留的古樸街道仍反映出摩爾帝國的特殊中世紀宗教文化。

## 世界遺產
瓦丹、欣蓋提、提希特和瓦拉塔古鎮已於1996年登錄在世界遺產中。
欣蓋提星期五清真寺被茅利塔尼亞人認為是國家重要的代表性建築。

## 人物
艾哈邁德·本·阿明·辛其提（1863–1913）茅利塔尼亞作家。

## 外部連結
- , , République Islamique de Mauritanie: Chinguetti Sheet NF-28-VI, （原始内容存档于2013-12-25）.
- UNESCO介紹 （页面存档备份，存于）
- Mauritania Today的介紹
- 手抄本介紹
- Palin's Travels的介紹 （页面存档备份，存于）
- 沙漠圖書館